# Villiers-aux-Corneilles
 Villiers-aux-Corneilles  es una población y comuna francesa, en la región de Champaña-Ardenas, departamento de Marne, en el distrito de Épernay y cantón de Anglure.

## Demografía
| 76 | 78 | 69 | 80 | 79 | 81 |
| Para los censos de 1962 a 1999 la población legal corresponde a la población sin duplicidades (Fuente: INSEE [Consultar]) |    |    |    |    |    |